# Joonas Kylmäkorpi
Joonas Nikolai Kylmäkorpi (ur. 14 lutego 1980 w Sztokholmie) – fiński i szwedzki żużlowiec, występujący również na długim torze i na trawie.

## Życiorys
Mistrz Szwecji i Finlandii juniorów. Finalista indywidualnych mistrzostw świata juniorów (Gorzów Wielkopolski 2000 – XII miejsce). Występował z „dziką kartą” w Grand Prix w 2003 i 2004 roku.
Czterokrotny mistrz świata na długim torze (2010, 2011, 2012, 2013), dwukrotny wicemistrz świata (2006, 2007) oraz brązowy medalista IMŚ na długim torze (2014). Jest reprezentantem Finlandii w rozgrywkach o drużynowy Puchar Świata. Przed rozpoczęciem sezonu 2017 zakończył karierę ze względu na kontuzję odniesioną w wypadku w grudniu 2016, w wyniku tego wypadku złamał kość udową i miednicę.

## Przynależność klubowa
Polska
- Stal Gorzów Wielkopolski (1999)
- Włókniarz Częstochowa (2000)
- Iskra Ostrów Wielkopolski (2001)
- Unia Leszno (2003)
- TŻ Lublin (2005)
- Stal Gorzów Wielkopolski (2006–2007)
- KM Ostrów (2008)
- Wybrzeże Gdańsk (2009)
- RKM Rybnik (2010)
- SK Lokomotīve Dyneburg (Łotwa, 2011)
- Stal Rzeszów (2012)
- SK Lokomotīve Dyneburg (Łotwa, 2013–2016)

## Starty w Grand Prix (indywidualnych mistrzostwach świata na żużlu)

### Punkty w poszczególnych zawodachGrand Prix
| Sezon 2003                   |                       |                                |                                |                      |                           |                                |                       |                                 |                       |                            |                   |         |         |         |         |         |         |         |         |         |         |         |         |         |         |        |        |        |        |        |        |        |        |        |        |        |        |        |        |        |        |        |        |        |        |        |        |
| GP Europy – Chorzów          | GP Szwecji – Avesta   | GP Wielkiej Brytanii – Cardiff | GP Danii – Kopenhaga           | GP Słowenii – Krško  | GP Skandynawii – Göteborg | GP Czech – Praga               | GP Polski – Bydgoszcz | GP Norwegii – Hamar             | miejsce               | miejsce                    | miejsce           | miejsce | miejsce | miejsce | miejsce | miejsce | miejsce | miejsce | miejsce | miejsce | miejsce | miejsce | miejsce | miejsce | miejsce | punkty | punkty | punkty | punkty | punkty | punkty | punkty | punkty | punkty | punkty | punkty | punkty | punkty | punkty | punkty | punkty | punkty | punkty | punkty | punkty | punkty | punkty |
| –                            | –                     | –                              | –                              | –                    | 2                         | –                              | –                     | 1                               | 36                    | 36                         | 36                | 36      | 36      | 36      | 36      | 36      | 36      | 36      | 36      | 36      | 36      | 36      | 36      | 36      | 36      | 3      | 3      | 3      | 3      | 3      | 3      | 3      | 3      | 3      | 3      | 3      | 3      | 3      | 3      | 3      | 3      | 3      | 3      | 3      | 3      | 3      | 3      |
| Sezon 2004                   |                       |                                |                                |                      |                           |                                |                       |                                 |                       |                            |                   |         |         |         |         |         |         |         |         |         |         |         |         |         |         |        |        |        |        |        |        |        |        |        |        |        |        |        |        |        |        |        |        |        |        |        |        |
| GP Szwecji – Sztokholm       | GP Czech – Praga      | GP Europy – Wrocław            | GP Wielkiej Brytanii – Cardiff | GP Danii – Kopenhaga | GP Skandynawii – Göteborg | GP Słowenii – Krško            | GP Polski – Bydgoszcz | GP Norwegii – Hamar             | miejsce               | miejsce                    | miejsce           | miejsce | miejsce | miejsce | miejsce | miejsce | miejsce | miejsce | miejsce | miejsce | miejsce | miejsce | miejsce | miejsce | miejsce | punkty | punkty | punkty | punkty | punkty | punkty | punkty | punkty | punkty | punkty | punkty | punkty | punkty | punkty | punkty | punkty | punkty | punkty | punkty | punkty | punkty | punkty |
| –                            | –                     | –                              | –                              | –                    | –                         | –                              | –                     | 1                               | 42                    | 42                         | 42                | 42      | 42      | 42      | 42      | 42      | 42      | 42      | 42      | 42      | 42      | 42      | 42      | 42      | 42      | 1      | 1      | 1      | 1      | 1      | 1      | 1      | 1      | 1      | 1      | 1      | 1      | 1      | 1      | 1      | 1      | 1      | 1      | 1      | 1      | 1      | 1      |
| Sezon 2014                   |                       |                                |                                |                      |                           |                                |                       |                                 |                       |                            |                   |         |         |         |         |         |         |         |         |         |         |         |         |         |         |        |        |        |        |        |        |        |        |        |        |        |        |        |        |        |        |        |        |        |        |        |        |
| GP Nowej Zelandii – Auckland | GP Europy – Bydgoszcz | GP Finlandii – Tampere         | GP Czech – Praga               | GP Szwecji – Målilla | GP Danii – Kopenhaga      | GP Wielkiej Brytanii – Cardiff | GP Łotwy – Ryga       | GP Polski – Gorzów Wielkopolski | GP Nordyckie – Vojens | GP Skandynawii – Sztokholm | GP Polski – Toruń | miejsce | miejsce | miejsce | miejsce | miejsce | miejsce | miejsce | miejsce | miejsce | miejsce | miejsce | miejsce | miejsce | miejsce | punkty | punkty | punkty | punkty | punkty | punkty | punkty | punkty | punkty | punkty | punkty | punkty | punkty | punkty |        |        |        |        |        |        |        |        |
| –                            | –                     | 5                              | –                              | –                    | –                         | –                              | –                     | –                               | –                     | –                          | –                 | 25      | 25      | 25      | 25      | 25      | 25      | 25      | 25      | 25      | 25      | 25      | 25      | 25      | 25      | 5      | 5      | 5      | 5      | 5      | 5      | 5      | 5      | 5      | 5      | 5      | 5      | 5      | 5      |        |        |        |        |        |        |        |        |

| Statystyki        | Statystyki |
| ----------------- | ---------- |
| Starty            | 4          |
| Zwycięstwa        | 0          |
| Miejsca na podium | 0          |
| Finalista         | 0          |
| Punkty            | 9          |